# Eugène Verboekhovenplein
Het Eugène Verboekhovenplein (Frans: Place Eugène Verboekhoven) is een ovale rotonde in Schaarbeek. Op het drukke verkeersknooppunt komen acht straten uit. Rondom lopen tramsporen en in de lengte wordt het plein onder het maaiveld doorsneden door spoorlijn 161. Over de spoorsleuf liggen twee bruggen uit 1910 en sinds 2014 ook een 25 meter lange voetgangerspasserelle.

## Geschiedenis
Het plein werd aangelegd in de jaren 1870 op gronden die aangekocht werden van bankier Joseph Allard. De benaming eert Eugène Verboeckhoven, romantisch schilder, Belgisch revolutionair en Schaarbeeks politicus. Vreemd genoeg is men de 'c' uit zijn familienaam vergeten. De bijnaam 'Berenkuil' (La cage aux ours) verwijst niet naar een fietsvriendelijke rotonde, maar werd gemunt door schepen Henri Bergé tijdens de verkiezingscampagne van 1878. Om tegenover burgemeester Guillaume Kennis zijn ongenoegen te uiten over de gebruikte imitatierotsen, vergeleek Bergé het nieuwe plein met de Bärengraben van de Zwitserse hoofdstad Bern.

## Verkeer en vervoer
In 2018 zijn werken gepland om een metrohalte te maken op de noordelijke lijn 3. Dit station Verboekhoven zou zo'n honderd meter ten zuidoosten van het plein liggen, in de Waelhemstraat. Tegelijk was er sprake van om een treinstation te openen op het plein als onderdeel van het Gewestelijk ExpresNet. Gemeente en gewest waren vragende partij, maar de NMBS lag dwars. Van 1865 tot 1884 kende het plein al het Station Koninklijke-Sint-Mariastraat.

## Film
La Cage aux ours, het langspeeldebuut van Marian Handwerker (1974), is gefilmd op en rond het Verboekhovenplein.

## Voetnoten
1. ↑  Diepe put voor metrostation Verboekhoven, bruzz, 26 januari 2017
2. ↑  Schaarbeek vraagt duidelijkheid over lot GEN-station Berenkuil, bruzz, 11 maart 2017